# 스리랑카의 행정 구역
스리랑카는 9개의 주로 구성되어 있다. 9개의 주는 다시 25개의 구로 나뉜다.
|   | 주             | 주도         | 구                                                         |
| - | -------------- | ------------ | ---------------------------------------------------------- |
| 1 | 중부주         | 캔디         | 캔디구, 마탈레구, 누와라엘리야구                           |
| 2 | 동부주         | 트링코말리   | 암파라구, 바티칼로아구, 트링코말리구                       |
| 3 | 중북부주       | 아누라다푸라 | 아누라다푸라구, 폴론나루와구                               |
| 4 | 북부주         | 자프나       | 자프나구, 킬리노치치구, 만나르구, 바부니야구, 물라이티부구 |
| 5 | 북서부주       | 쿠루네갈라   | 쿠루네갈라구, 푸탈람구                                     |
| 6 | 사바라가무와주 | 라트나푸라   | 케갈레구, 라트나푸라구                                     |
| 7 | 남부주         | 갈           | 갈구, 함반토타구, 마타라구                                 |
| 8 | 우바주         | 바둘라       | 바둘라구, 모나라갈라구                                     |
| 9 | 서부주         | 콜롬보       | 콜롬보구, 감파하구, 칼루타라구                             |

## 같이 보기
- 스리랑카의 주
- 스리랑카의 구